# Магомедов, Басир Насирович
Басир Насирович Магомедов (26 июля 1953, Хасанай, Бабаюртовский район, Дагестанская АССР, РСФСР, СССР) — советский и российский актёр Кумыкского музыкально-драматического театра им. А.-П. Салаватова. Народный артист Дагестана (1998). Заслуженный артист России (2005).

## Театральная карьера
Басир Насирович пришёл в профессию актёра довольно поздно. Начинал трудовую деятельность водителем в клубе родного села Хасанай. Одновременно выступал на сцене в труппе народного самодеятельного театрального коллектива. После прохождения срочной службы в рядах Вооружённых сил СССР, он занял должность заведующего сельским клубом, после чего в 1977 году к нему пришла идея попробовать свои силы и поступить в театральное училище. С 1978 по 1983 годы учился и окончил Московское театральное училище им. Б. В. Щукина и получил диплом актера драмы и кино. После чего перебрался в Махачкалу и работал актёром в Кумыкском музыкально-драматический театре имени А. П. Салаватова. В 2013 году приезжал в Бабаюрт со спектаклем «Временный жених». В июле 2013 года в связи с 60-летним юбилеем Басира Магомедова глава Бабаюртовского района Дадай Даветеев наградил его Почетной грамотой и вручил памятный подарок.

## Театральные работы
- «Аршин-мал-Алан» (Узеир Гаджибеков) — Вели
- «Ах, женщины, женщины» (Зубаил Хиясов) — Кайсар
- «Айгази», (Алим Паша Салаватов) — Умав
- «Слуга двух господ» — (Карло Гольдони) — Труфальдино
- «Молла Насрутдин» (Магомед Курбанов) — Молла
- «На всякого мудреца довольно простоты» (Александр Островский)[2].

## Звания и награды
- Народный артист Дагестана (1998);
- Заслуженный артист Российской Федерации (2005);
- Орден «За заслуги перед Республикой Дагестан» (7 июня 2023) — за выдающиеся заслуги в развитии культуры и искусства[3].

## Личная жизнь
Поженился когда учился в Щукинском училище в Москве. Супруга: Зарема Абдулманаповна Магомедова — народная артистка Дагестана, младший сын: Эльдар Магомедов — ведущий актер театра, жена сына: Джамиля Магомедова – актриса. Старшего сына зовут Насир, дочь — Юлдуз.